# L'Enfant du carnaval (film, 1934)
Pour les articles homonymes, voir L'Enfant du carnaval.
Pour plus de détails, voir Fiche technique et Distribution.
L'Enfant du carnaval est un film français réalisé par Alexandre Volkoff, sorti en 1934.

## Fiche technique
- Titre : L'Enfant du carnaval[1]
- Réalisation : Alexandre Volkoff
- Scénario : Ivan Mosjoukine
- Dialogues : Jean Sablon
- Photographie : Fédote Bourgasoff
- Musique : Henri Forterre
- Décors : Ivan Lochakoff
- Sociétés de production : Gaumont-Franco-Film-Aubert - Les Productions Joseph N. Ermolieff
- Pays de production :  France
- Durée : 85 minutes
- Date de sortie : France, 26 avril 1934

## Distribution
- Ivan Mosjoukine : Henry Strogonoff
- Tania Fédor : Irène Vernet
- Saturnin Fabre : Hubert
- Léon Bary : Robert Vernet
- Dolly Flor : Dolly
- Julien Clément : François
- Armand Bour : l'oncle Léon
- Camille Bardou : le notaire
- André Tastavi